# Macronaria
Macronaria ("makronariané") byli velmi významnou skupinou sauropodních dinosaurů, žijících v období střední jury až svrchní křídy na území dnešní Severní Ameriky, Jižní Ameriky, Evropy, Asie a Afriky. Jejich existence tedy spadá přibližně do posledních 100 milionů let druhohorního období.

## Charakteristika
Název této skupiny znamená doslova "velké nozdry", protože zástupci této skupiny byli charakterizováni velkými nasálními otvory na lebce. Zaživa byly zřejmě kryty svalovinou, pracující jako rezonující komora pro vydávání bučivých zvuků. U nejstaršího známého zástupce této skupiny, afrického druhu Janenschia robusta byl určen dosud nejvyšší zjištěný věk mezi dinosaury, a to zhruba 55 let.
Celá skupina sestává ze dvou podskupin – čeledi Camarasauridae a kladu Titanosauriformes. Do druhé patří jedni z nejpočetnějších a také největších známých sauropodních dinosaurů – titanosauridi a brachiosauridi. Vývojově primitivní formy kladu Macronaria se patrně udržely až do období rané křídy (asi před 140 miliony let), jak ukazuje příklad evropského taxonu Haestasaurus becklesii.

## Systematika
- Macronaria
  -  ?Abdarainurus
  -  ?Oplosaurus
  - Yuzhoulong
  - Čeleď Camarasauridae
    - Aragosaurus
    - Camarasaurus

  - Titanosauriformes
    -  ?Cedarosaurus
    -  ?Huabeisaurus
    -  ?Venenosaurus
    - Europasaurus
    - Fusuisaurus
    - Čeleď Brachiosauridae
      - Lusotitan
      - Brachiosaurus
      - Sauroposeidon

    - Somphospondyli
      - Čeleď Euhelopodidae
        - Euhelopus
        - Erketu

      - Titanosauria